# Vielprat
Vielprat é uma comuna francesa na região administrativa de Auvérnia-Ródano-Alpes, no departamento de Alto Loire. Estende-se por uma área de 7 km². Em 2010 a comuna tinha 61 habitantes (densidade: 8,7 hab./km²).